# أمهات كاذبة (نحل)

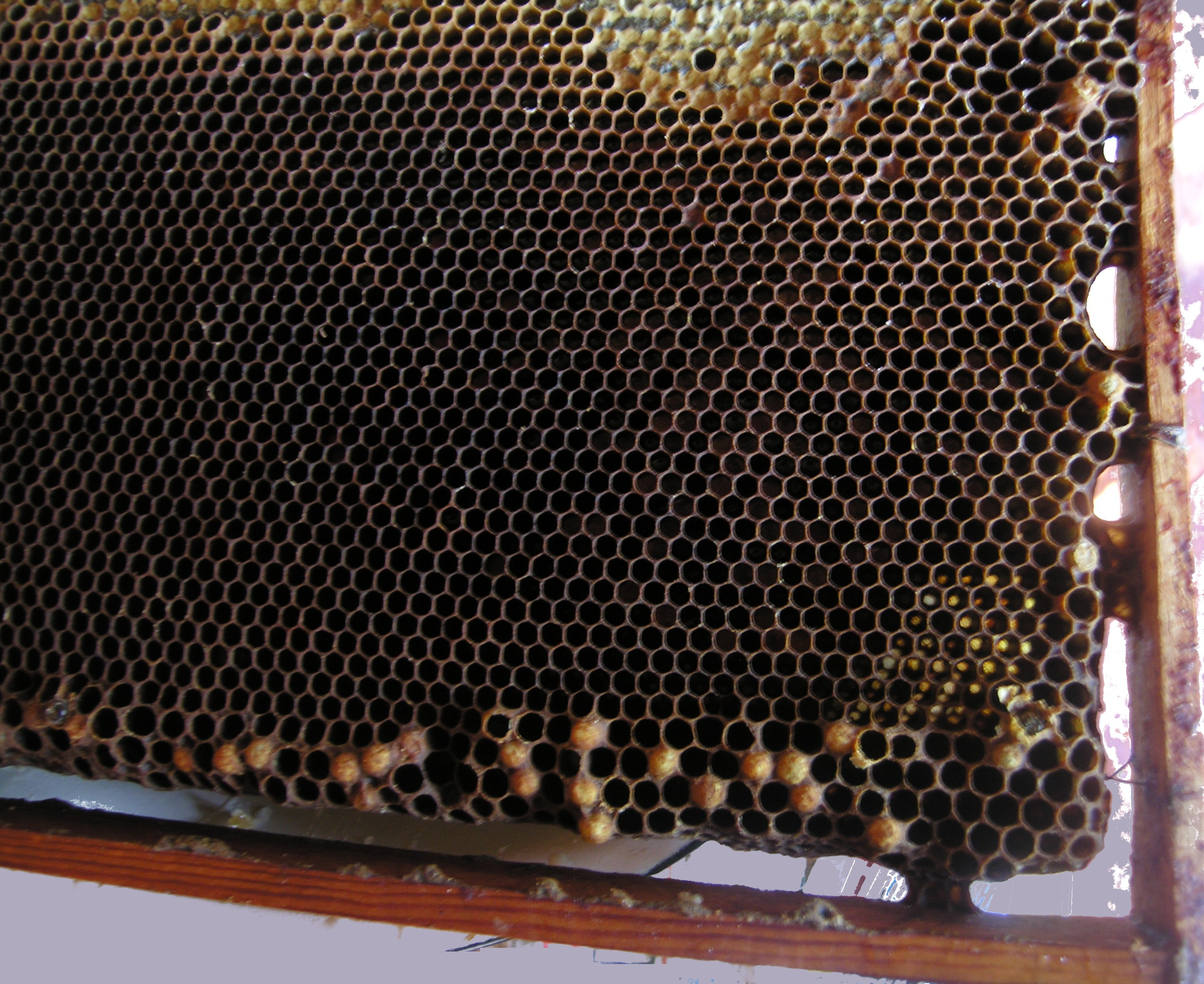
من علامات ظهور الأمهات الكاذبة، حيث كما نري في أسفل إطار الشمع عيون سداسية تحتوي ذكور، ركز في الأعين السداسية ذات غطاء محدب بارز

الأمهات الكاذبة أو الملكات الكاذبة وتوجد في حالة فقدان الملكة أو غيابها عن الطائفة نتيجة موتها (عادة ناجمة عن النحال أثناء الفحص) أو ضياعها فتنعدم الرائحة المانعة من الخلية، وبذلك يحاول النحل بناء بيوت ملكات جديدة وفي حال عدم نجاحه في ذلك نتيجة عدم وجود بيض أو يرقات صغيرة (أقل من ثلاثة أيام) تقوم هذة الشغالات بتغدية بعضها البعض بالغذاء الملكي.
ونتيجة لهذة التغدية تتضخم وتكبر مبايضها الضامرة وبعد حوالي أسبوع تبدأ هذة الشغالات بوضع بيض غير ملقح الذي ينتج عنه ذكور مما يؤدي إلى تدهور الطائفة وموتها فيما بعد حين يسود الذكور في الخلية، ويختلف ميل شغالات السلالات المختلفة لتحويلها إلى ملكات كاذبة، فمن المعروف إن النحل السوري والنحل المصري تظهر فيه ملكات كاذبة بسرعة بعد فقدان الملكة وقد تظهر حتى في حالة وجود بيوت ملكات جديدة بعكس النحل الإيطالي الذي نادراً ما تظهر فيه الملكات الكاذبة حتى لو تركت الخلايا لمدة شهر بدون ملكة أو بيوت ملكية.

## علامات ظهور الأمهات الكاذبة
لا يمكن معرفة الشغالة الواضعة للبيض من مظهرها وعادة تكون أعدادها بالعشرات في الطائفة التي تظهر بها وهي تتشابه الشغالات الأخرى في الشكل الخارجي ويستدل على وجودها في الطائفة اختلاف مظهر الحضنة وطريقة وضع البيض عن مظهر حضنة وبيض الملكة الحقيقية حيث أن الأخيرة تضع بيضة واحدة في كل عين سداسية وتلصقها في قاعها بشكل منتظم بادئة من منتصف القرص، كما أن هذا البيض ينتج عنه الكثير من حضنة الشغالات والقليل من حضنة الذكور التي تتواجد بشكل متجاور مع بعضها البعض بعكس بيض وحضنة الأمهات الكاذبة فنلاحظ أن البيض الموضوع من قبلها منثور في الخلايا السداسية بدون انتظام كما أنه يوجد أكثر من بيضة واحدة في العين السداسية وملتصقة على أحد جوانبها وليس بالقاع لأن بطن الشغالة الواضعة للبيض أقصر من بطن الملكة كم أن أكثر من شغالة قد تضع البيض في نفس العين السداسية، علاوة على ذلك ينتج من هذا البيض ذكور فقط ونلاحظ حضنة الذكور مبعثرة ولا يوجد تدرج طبيعي في أعمارها كأن نرى أن الحضنة المقفولة بجوار البيض أو اليرقات المختلفة الأعمار وتتميز حضنة الذكور بأغطيتها المحدبة البارزة على سطح القرص.

## منع ظهور الأمهات الكاذبة
1. التأكد من وجود الملكة في الطائفة عن طريق مشاهدتها أو مشاهدة البيض الحديث في كل كشف دوري.
2. يجب فحص الأقراص فوق الخلية حتى لا تسقط الملكة علي الأرض وتضيع.
3. فصل الإطارات عن بعضها ورفعها بغرض الفحص بهدوء واحتراس وذلك لمنع هرس الملكة.
4. في حالة فقدان الملكة يجب أن يتدخل النحال بسرعة ويقوم بإدخال ملكة جديدة أو بيت ملكي أو أن يضع أقراص بيض ويرقات صغيرة بين الأقراص المتوسطة إذا لم يكن في الخلية بيض ويرقات صغيرة شريطة تواجد أعداد مناسبة من الذكور في المنحل وأن يكون الجو مناسباً لتلقيح الملكات العذاري الناتجة.
5. إذا لم تتوفر الملكات عند المربي وكان الجو لا يسمح بتربيتها (خريف - شتاء) عليه أن يقوم بعملية ضم الطائفة اليتيمة إلى طائفة أخرى بها ملكة.[3]

## التخلص من الأمهات الكاذبة
عند ظهور الأمهات الكاذبة في بعض الطوائف يجب التخلص منها قبل إدخال ملكات جديدة إلى الطائفة أو بيوت ملكية أو حتى ضمها إلى خلية أخرى وذلك لأن الطائفة التي تتواجد بها أمهات الكاذبة لا تقبل إدخال ملكة حقيقية إلا بعد أن التخلص هذة الطائفة من الأمهات الكاذبة وفيما يلي الخطوات المتبعة لهذة العملية:
1. تنقل الخلية المحتوية على الأمهات الكاذبة من مكانها بعد أن تقفل بوابتها.
2. يضع المربي مكانها خلية أخرى تحتوي على أقراص حضنة وبيض وعسل وحبوب لقاح بدون نحل، ويجب أن يبتعد النحال بالخلية التي تحتوي على الأمهات الكاذبة مسافة كافية من مكانها القديم تقدر ب 50 - 75 م.
3. يتم رفع أقراص الخلية المنقولة فوق قطعة من القماش الأبيض وتهز بشدة حتى يسقط النحل عليها ويفضل استعمال فرشاة النحل في تنظيف الأقراص تماماً من النحل.
4. بعد أن يسقط النحل على قطعة القماش يطير معظمه إلى مكان الخلية القديم حيث توجد الخلية التي وضعها المربي سابقاً فيدخل إليها ويتوزع على أقراصها.
5. النحل المتبقي علي قطعة القماش والذي لا يستطيع الطيران أغلبه شغالات تحولت إلى أمهات كاذبة نتيجة لنمو مبايضها فيثقل جسمها ولا تعود تستطيع الطيران وهنا يقوم المربي بطي قطعة القماش على هذا النحل ويقوم بإعدامه بواسطة إغراقه بالماء.
6. يقوم المربي بتوزيع أقراص الخلية المعالجة والخالية من النحل على الطوائف القوية بالمنحل.
7. يفصل إدخال ملكة أو بيت ملكي على الخلية المعالجة أو قرص يحتوي على بيض ويرقات صغيرة السن إذا كان الجو يسمح بتربية الملكات جديدة وإذا كان الجو لا يسمح بذلك فيجب ضم هذة الطائفة المعالجة بإحدى طرق الضم.[4]